# Anisa Butt

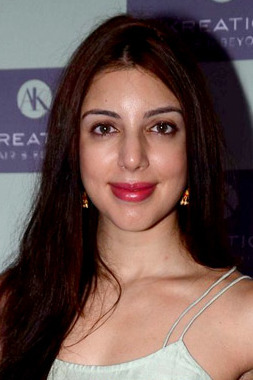
Anusa Butt

Anisa Butt (* 18. Januar 1993 in London) ist eine britische Schauspielerin.

## Leben und Karriere
Butt wurde in London geboren. Sie studierte an der University of London. Ihr Debüt gab sie 2010 in dem Film Ishaan: Sapno Ko Awaaz De. Anschließend war sie 2012 in Man lebt nur einmal – Zindagi Na Milegi Dobara zu sehen. Außerdem wurde sie 2013 für den Film Lass dein Glück nicht ziehen gecastet. Im selben Jahr bekam sie in Baat Bann Gayi eine Hauptrolle. 2017 wurde Butt für den Film Half Girlfriend gecastet. Unter anderem spielte sie 2024 in dem Film Khwaabon Ka Jhamela mit.
Neben ihrer Muttersprache Englisch spricht sie noch fließend Hindi.

## Filmografie
Filme
- 2010: Ishaan: Sapno Ko Awaaz De
- 2010: Jhootha Hi Sahi
- 2012: Man lebt nur einmal – Zindagi Na Milegi Dobara (Zindagi Na Milegi Dobara)
- 2013: Lass dein Glück nicht ziehen (Yeh Jawaani Hai Deewani)
- 2013: Baat Bann Gayi
- 2016: Brahman Naman
- 2017: Half Girlfriend
- 2023: Night Encounters
- 2024: Khwaabon Ka Jhamela

Serien
- 2019: The Verdict – State vs Nanavati
- 2019: BOSS: Baap of Special Services
- 2020: Code M